# 1873 en photographie
| Années de la photographie : 1870 - 1871 - 1872 - 1873 - 1874 - 1875 - 1876    |
| Décennies de la photographie : 1840 - 1850 - 1860 - 1870 - 1880 - 1890 - 1900 |

Cet article présente les faits marquants de l'année 1873 en photographie.

## Événements
- Hermann Wilhelm Vogel découvre que l'ajout de petites quantités d'aniline aux émulsions photographiques peut augmenter la sensibilité des colorants aux couleurs qu'ils absorbent ; ces expériences ont joué un rôle essentiel dans la poursuite des recherches sur la photographie couleur.
- L'inventeur britannique William Willis (en) dépose plusieurs brevets pour le tirage platine-palladium.
- 24 décembre : Étienne-Jules Marey assiste à une conférence d'Alphonse Pénaud devant la Société française de navigation aérienne sur l'étude théorique du vol des oiseaux à l'aide de la photographie : Pénaud imagine un appareil photographique qui pourrait prendre plusieurs épreuves à quelques centièmes de seconde d’écart l’une de l’autre[1].

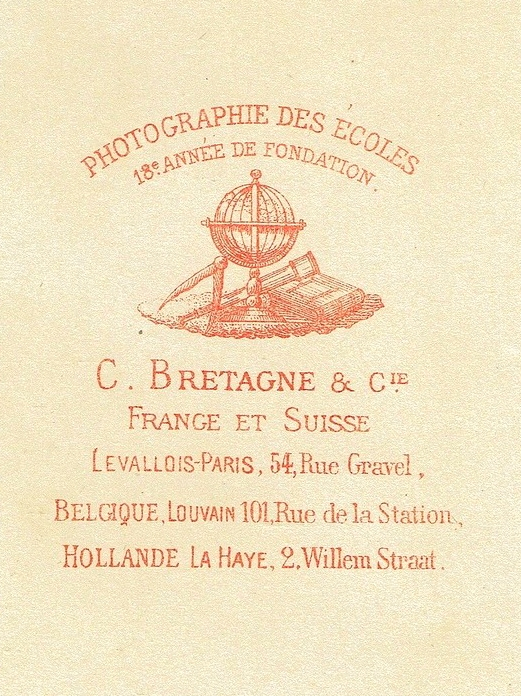
Dos d'une photographie de Claude Bretagne à l'enseigne "Photographie des écoles" durant son association avec Jules David à Levallois.

- Les photographes français Jules David et Claude Bretagne s'associent et ouvrent un atelier de photographie à Levallois à l'enseigne Photographie des Écoles, en se spécialisant dans les photographies de groupes scolaires ou militaires.
- Le photographe Gustave Cosson, installé au Mans depuis 1856, y fait construire au no  10 de la rue du Crucifix une maison en pierres et en briques dont le deuxième étage est conçu pour être un studio de prises de vues à la lumière naturelle avec une immense baie vitrée orientée Nord-Nord-Est ; la maison est connue au Mans sous le nom d'Atelier Cosson[2].

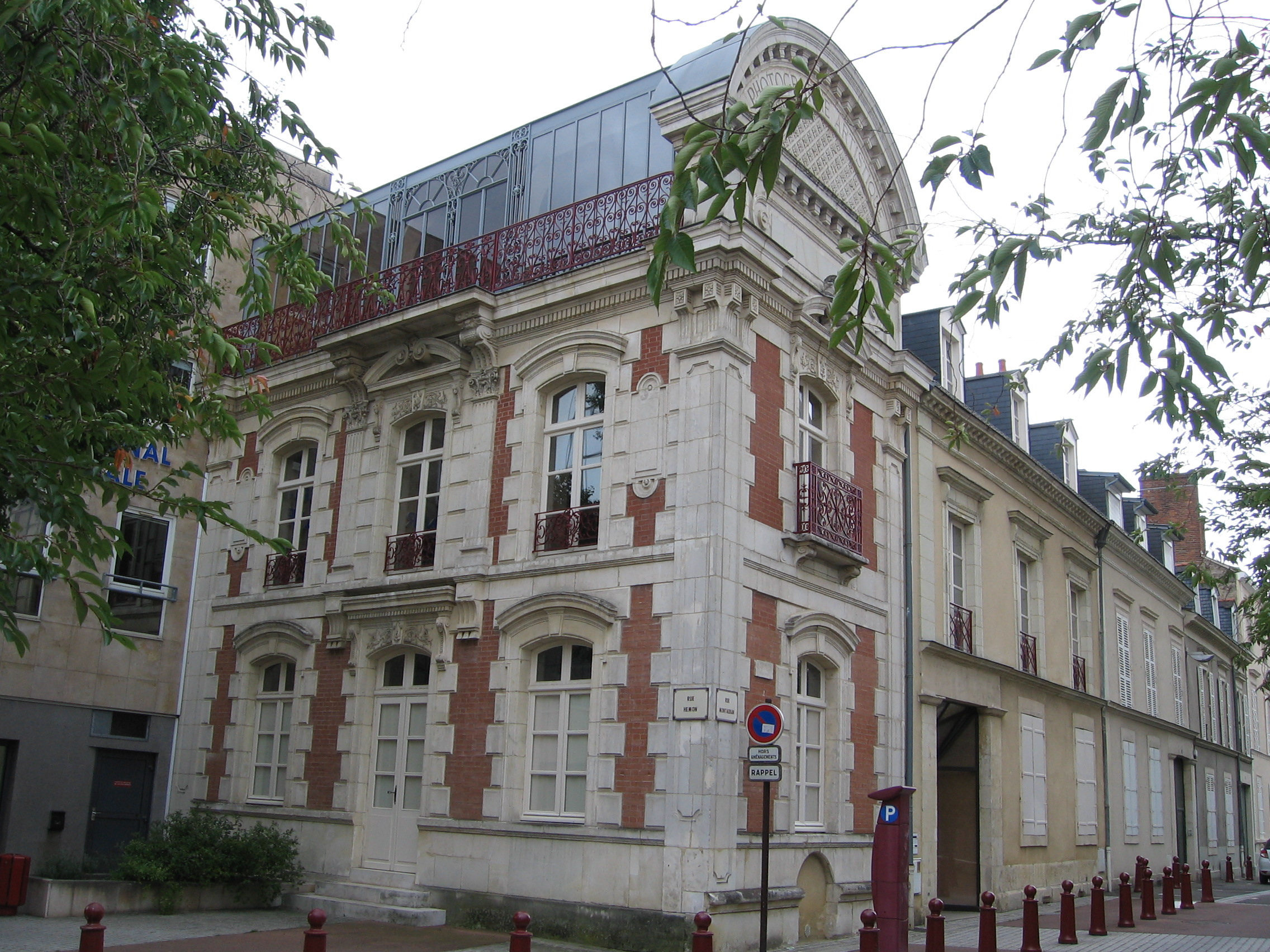
Atelier Cosson au Mans.

- Jules de Laurière participe à la mission archéologique menée par Antoine Héron de Villefosse dans la province de Constantine en Algérie ; il est chargé du relevé des plans et de la couverture photographique[3].

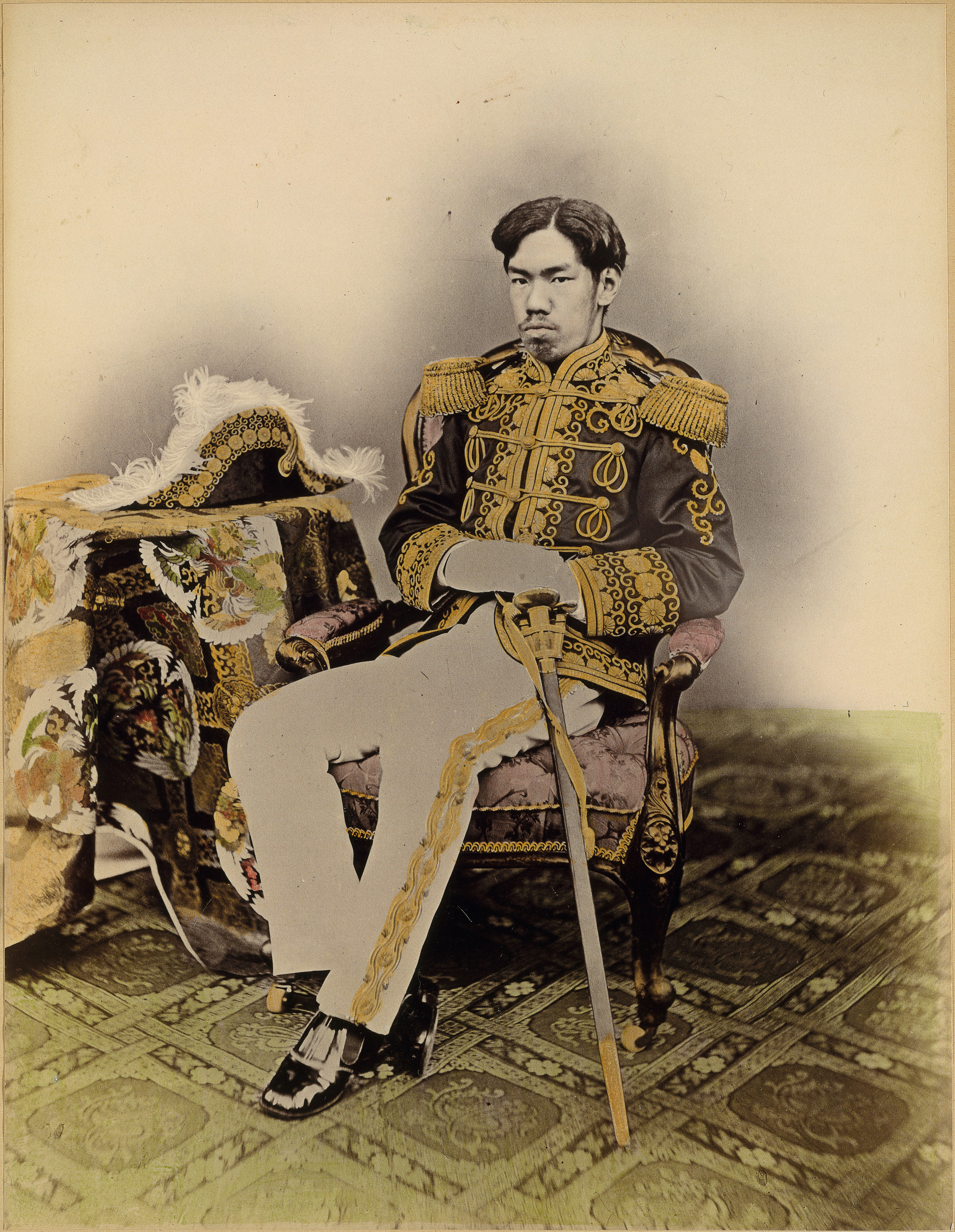
Uchida Kuichi, L'empereur Meiji en tenue militaire, octobre 1873, tirage sur papier albuminé.

- Yokoyama Matsusaburō ouvre à Tokyo une école d'art qui compte parmi ses étudiants des peintres ainsi que des photographes : Azusawa Ryōichi, Kikuchi Shingaku, Nakajima Matsuchi et Suzuki Shin'ichi.

## Photographies notables

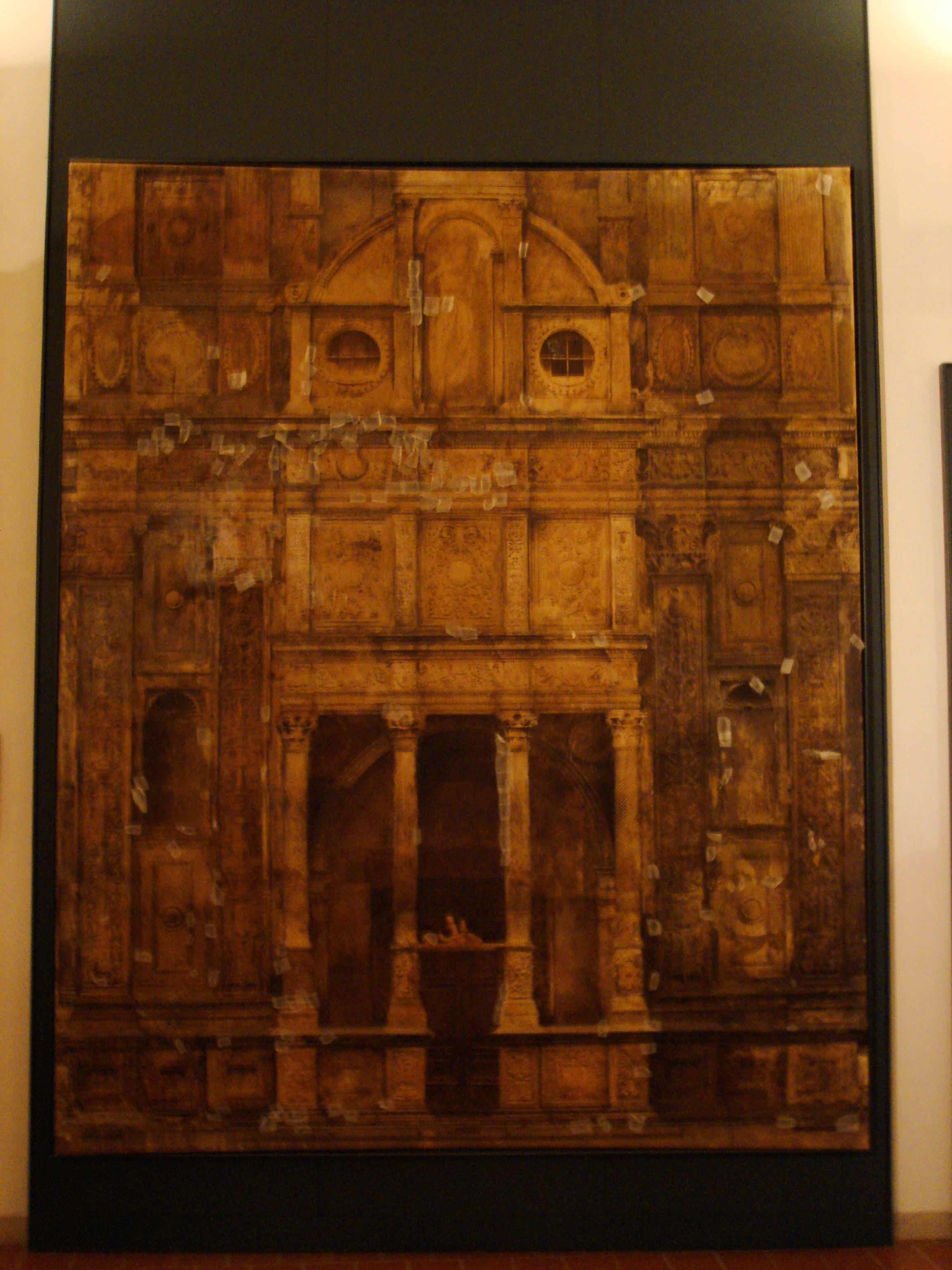
Giacomo Rossetti, Façade de l'église Santa Maria dei Miracoli à Brescia, 1873.

- Le photographe japonais Uchida Kuichi qui a obtenu l'année précédente le privilège de photographier l'empereur Meiji réalise une photographie de ce dernier en  tenue militaire. Le cliché devient le portrait officiel du souverain[4].

- Lors de l'Exposition universelle de Vienne, Giacomo Rossetti présente une série de photographies d'architecture, dont la Façade de l'église Santa Maria dei Miracoli à Brescia (it), une "peinture photographique" de 3 mètres sur 2,50 mètres composée d'un collage sur toile de plus de 200 tirages photographiques à l'albumine réalisés à partir de négatifs au collodion humide ; l'œuvre remporte la médaille du mérite[5],[6].

## Naissances
- 1er janvier : Elizabeth Greenwood (en), photographe néo-zélandaise, morte le 28 juillet 1961.
- 13 janvier : Joshua Benoliel, photographe et photojournaliste portugais d'origine britannique, mort le 3 février 1932.
- 1er avril : Gabriel Cromer, photographe et collectionneur français, mort le 14 novembre 1934.
- 3 mai : Ernesto Aurini, peintre et photographe italien, mort le 18 décembre 1947.
- 13 mai : Léon Gimpel, photographe français, mort le 7 octobre 1948.
- 7 juin : Ernesto Burzagli, militaire et photographe italien, mort le 13 septembre 1944.
- 2 juillet : Philippe Tassier, peintre et photographe français, mort le 11 octobre 1947.
- 19 août : Ernest J. Bellocq, photographe américain, connu pour ses photographies de nus et de prostituées à La Nouvelle-Orléans, mort le 3 octobre 1949.
- 23 août : Francisco Goñi, photographe espagnol, mort le 6 décembre 1936.
- 2 septembre : Johanne Hesbeck, photographe danoise, morte le 25 mars 1927.
- 19 octobre : Baldomero Gili, peintre et photographe espagnol, mort le 31 décembre 1926.
- 24 octobre : Louis Meurisse, photographe français, mort le 22 novembre 1932.
- 28 octobre : Paul Géniaux, photographe français, mort le 21 décembre 1929.
- 2 novembre : Céline Laguarde, photographe amatrice française, morte le 20 mai 1961.
- 8 novembre : Charles Abraas, photographe néerlandais, mort le 26 juillet 1924.
- 14 décembre : Augusta Curiel, photographe surinamaise, morte le 22 novembre 1937.
- 19 décembre : Edgard Imbert, militaire français des troupes coloniales, auteur de nombreuses photographies lors de ses missions au Tonkin ou à Madagascar, mort le 25 septembre 1915.
- 29 décembre : Laure Buscy dite Madame Georges Evrard, photographe et éditrice de cartes postales française, active à la Martinique et en Guyane, morte après avril 1911.

- Date précise inconnue : 
  - Jonathan Adagogo Green, photographe nigérian, mort en 1905.
  - Frank S. Matsura, photographe japonais actif aux États-Unis, mort le 16 juin 1913.

## Décès
- 15 mars : Louis-Camille d'Olivier, photographe français, né le 15 septembre 1827.
- 11 mai : Louis-Joseph Ghémar, peintre et photographe belge, né le 8 janvier 1819.
- 23 juillet : Noël Paymal Lerebours, opticien et daguerréotypiste français, né le 16 février 1807.
- 17 septembre : Charles Hippolyte Fockedey, imprimeur et daguerréotypiste français, né le 21 juin 1804.